# Marc Rosset
Marc Rosset (ur. 7 listopada 1970 w Genewie) – szwajcarski tenisista, zwycięzca French Open 1992 w grze podwójnej, złoty medalista olimpijski w singlu w Barcelonie (1992), reprezentant w Pucharze Davisa.
W 1998 roku głośno było o szczęściu Rosseta, który w ostatniej chwili zmienił rezerwację lotniczą po porażce w US Open – samolot, którym pierwotnie Szwajcar miał lecieć, spadł do Atlantyku.

## Kariera tenisowa
Rosset jest zawodnikiem wysokim (201 cm) i swoją grę opierał przede wszystkim na silnym serwisie i forhendzie. Jest graczem praworęcznym. Na korcie zachowywał się często impulsywnie, czego wyrazem był incydent w trakcie meczu w Pucharze Hopmana, gdy poirytowany nieudanym zagraniem uderzył pięścią w otaczającą kort reklamę i złamał rękę.
Zaliczał się do światowej czołówki juniorów, kończąc sezon 1988 jako nr 4. rankingu.
Jako zawodowy tenisista występował w latach 1988–2005.
Pierwsze zwycięstwo turniejowe z cyklu ATP World Tour wywalczył w 1989 roku w Genewie, pokonując w finale Guillermo Péreza Roldána. Rok później wygrał turniej w Lyonie, a w 1991 odniósł pierwsze zwycięstwo deblowe, ponownie w Genewie, gdzie partnerował mu Sergi Bruguera.
Sezon 1992 okazał się dla Rosseta przełomowy i zapewnił mu miejsce w szerokiej czołówce światowej. W parze z Jakobem Hlaskiem wygrał turniej ATP Masters Series w Rzymie, a następnie wielkoszlemowy French Open (w finale z parą Andriej Olchowski–David Adams), a także poprowadził drużynę narodową do finału w Pucharze Davisa. W finale rozgrywek pucharowych Szwajcarzy nie sprostali Stanom Zjednoczonym, mimo zwycięstwa Rosseta nad ówczesnym liderem rankingu Jimem Courierem. Latem Rosset odniósł zwycięstwo na igrzyskach olimpijskich w Barcelonie. W drodze po złoto olimpijskie Szwajcar pokonał kilku zawodników ścisłej czołówki światowej – Wayne’a Ferreirę, Jima Couriera, Emilio Sáncheza i Gorana Ivaniševicia, a w finale Jordi'ego Arrese po pięciosetowym pojedynku.
Łącznie Rosset odniósł 15 zwycięstw turniejowych w grze pojedynczej i 8 w grze podwójnej. Był ponadto w 8 singlowych i 3 deblowych finałach. Zarówno w singlu, jak i w deblu awansował do czołowej dziesiątki rankingu światowego – w grze pojedynczej klasyfikowany był na pozycji nr 9. (11 września 1995), w grze podwójnej na pozycji nr 8. (2 listopada 1992).
Od 1990 roku był regularnym reprezentantem w Pucharze Davisa, od 1991 regularnie w najwyższej grupie rozgrywkowej (grupie światowej). Po raz ostatni grał w zespole narodowym w 2003 roku. Poza Pucharem Davisa i igrzyskami olimpijskimi reprezentował Szwajcarię w Drużynowym Pucharze Świata (w 1996 roku był w zwycięskiej ekipie) oraz Pucharze Hopmana.
W latach 1999–2001 Rosset był członkiem rady zawodników Związku Tenisistów Zawodowych (ATP). Pełnił funkcję kapitana reprezentacji w Pucharze Davisa, zrezygnował w lipcu 2005 roku po porażce w 1 rundzie kolejnej edycji rozgrywek.

### Finały w turniejach ATP World Tour
| Legenda                                      |
| -------------------------------------------- |
| Wielki Szlem                                 |
| Igrzyska olimpijskie                         |
| Tennis Masters Cup / ATP Finals              |
| ATP Masters Series / ATP Tour Masters 1000   |
| ATP International Series Gold / ATP Tour 500 |
| ATP International Series / ATP Tour 250      |

#### Gra pojedyncza (15–8)
| Końcowy wynik | Nr  | Data                 | Turniej     | Nawierzchnia    | Przeciwnik             | Wynik finału            |
| ------------- | --- | -------------------- | ----------- | --------------- | ---------------------- | ----------------------- |
| Zwycięzca     | 1.  | 17 września 1989     | Genewa      | Ceglana         | Guillermo Pérez Roldán | 6:4, 7:5                |
| Finalista     | 1.  | 6 maja 1990          | Madryt      | Ceglana         | Andrés Gómez           | 3:6, 6:7                |
| Finalista     | 2.  | 27 maja 1990         | Bolonia     | Ceglana         | Richard Fromberg       | 6:4, 4:6, 6:7           |
| Zwycięzca     | 2.  | 21 października 1990 | Lyon        | Dywanowa (hala) | Mats Wilander          | 6:3, 6:2                |
| Zwycięzca     | 3.  | 3 sierpnia 1992      | Barcelona   | Ceglana         | Jordi Arrese           | 7:6, 6:4, 3:6, 4:6, 8:6 |
| Zwycięzca     | 4.  | 15 listopada 1992    | Moskwa      | Dywanowa (hala) | Carl-Uwe Steeb         | 6:2, 6:2                |
| Zwycięzca     | 5.  | 7 lutego 1993        | Marsylia    | Dywanowa (hala) | Jan Siemerink          | 6:2, 7:6(1)             |
| Zwycięzca     | 6.  | 29 sierpnia 1993     | Long Island | Twarda          | Michael Chang          | 6:4, 3:6, 6:1           |
| Zwycięzca     | 7.  | 14 listopada 1993    | Moskwa      | Dywanowa (hala) | Patrik Kühnen          | 6:4, 6:3                |
| Zwycięzca     | 8.  | 6 lutego 1994        | Marsylia    | Dywanowa (hala) | Arnaud Boetsch         | 7:6(6), 7:6(4)          |
| Finalista     | 3.  | 21 sierpnia 1994     | New Haven   | Twarda          | Boris Becker           | 3:6, 5:7                |
| Zwycięzca     | 9.  | 23 października 1994 | Lyon        | Dywanowa (hala) | Jim Courier            | 6:4, 7:6(2)             |
| Finalista     | 4.  | 6 listopada 1994     | Paryż       | Dywanowa (hala) | Andre Agassi           | 3:6, 3:6, 6:4, 5:7      |
| Zwycięzca     | 10. | 23 kwietnia 1995     | Nicea       | Ceglana         | Jewgienij Kafielnikow  | 6:4, 6:0                |
| Zwycięzca     | 11. | 25 czerwca 1995      | Halle       | Trawiasta       | Michael Stich          | 3:6, 7:6(11), 7:6(8)    |
| Finalista     | 5.  | 3 marca 1996         | Mediolan    | Dywanowa (hala) | Goran Ivanišević       | 3:6, 6:7(3)             |
| Zwycięzca     | 12. | 23 lutego 1997       | Antwerpia   | Twarda          | Tim Henman             | 6:2, 7:5, 6:4           |
| Finalista     | 6.  | 14 września 1997     | Taszkent    | Twarda          | Tim Henman             | 6:7(2), 4:6             |
| Finalista     | 7.  | 15 lutego 1998       | Petersburg  | Dywanowa (hala) | Richard Krajicek       | 4:6, 6:7(5)             |
| Finalista     | 8.  | 22 lutego 1998       | Antwerpia   | Twarda          | Greg Rusedski          | 6:7(3), 6:3, 1:6, 4:6   |
| Zwycięzca     | 13. | 14 lutego 1999       | Petersburg  | Dywanowa (hala) | David Prinosil         | 6:3, 6:4                |
| Zwycięzca     | 14. | 13 lutego 2000       | Marsylia    | Twarda (hala)   | Roger Federer          | 2:6, 6:3, 7:6(5)        |
| Zwycięzca     | 15. | 27 lutego 2000       | Londyn      | Twarda (hala)   | Jewgienij Kafielnikow  | 6:4, 6:4                |

#### Gra podwójna (8–3)
| Końcowy wynik | Nr | Data                 | Turniej            | Nawierzchnia    | Partner          | Przeciwnicy                      | Wynik finału   |
| ------------- | -- | -------------------- | ------------------ | --------------- | ---------------- | -------------------------------- | -------------- |
| Zwycięzca     | 1. | 15 września 1991     | Genewa             | Ceglana         | Sergi Bruguera   | Per Henricsson Ola Jonsson       | 3:6, 6:3, 6:2  |
| Zwycięzca     | 2. | 5 stycznia 1992      | Adelaide           | Twarda          | Goran Ivanišević | Mark Kratzmann Jason Stoltenberg | 7:6, 7:6       |
| Zwycięzca     | 3. | 17 maja 1992         | Rzym               | Ceglana         | Jakob Hlasek     | Wayne Ferreira Mark Kratzmann    | 6:4, 3:6, 6:1  |
| Zwycięzca     | 4. | 8 czerwca 1992       | French Open, Paryż | Ceglana         | Jakob Hlasek     | David Adams Andriej Olchowski    | 7:6, 6:7, 7:5  |
| Finalista     | 1. | 19 lipca 1992        | Stuttgart          | Ceglana         | Javier Sánchez   | Glenn Layendecker Byron Talbot   | 6:4, 3:6, 4:6  |
| Zwycięzca     | 5. | 25 października 1992 | Lyon               | Dywanowa (hala) | Jakob Hlasek     | Neil Broad Stefan Kruger         | 6:1, 6:3       |
| Zwycięzca     | 6. | 11 lipca 1993        | Gstaad             | Ceglana         | Cédric Pioline   | Hendrik Jan Davids Piet Norval   | 6:3, 3:6, 7:6  |
| Finalista     | 2. | 16 lipca 1995        | Gstaad             | Ceglana         | Arnaud Boetsch   | Luis Lobo Javier Sánchez         | 7:6, 6:7, 6:7  |
| Zwycięzca     | 7. | 11 lipca 1997        | Bazylea            | Dywanowa (hala) | Tim Henman       | Karsten Braasch Jim Grabb        | 7:6, 6:7, 7:6  |
| Zwycięzca     | 8. | 19 września 1999     | Taszkent           | Twarda          | Oleg Ogorodov    | Mark Keil Lorenzo Manta          | 7:6(4), 7:6(1) |
| Finalista     | 3. | 11 lipca 2004        | Gstaad             | Ceglana         | Stan Wawrinka    | Leander Paes David Rikl          | 4:6, 2:6       |